# Buggin' with Ruud
Buggin' with Ruud is een televisieprogramma over insecten dat wordt gepresenteerd door de Nederlands-Nieuw-Zeelandse presentator Ruud Kleinpaste. Het programma wordt gemaakt door de Nieuw-Zeelandse zender NHZH. In Nederland wordt het programma uitgezonden door Animal Planet.